# Brînzeni, Edineț
Brînzeni este un sat din raionul Edineț, Republica Moldova. Satul Brînzeni este situat în nord-vestul Republicii Moldova, pe malul drept al râului Racovăț, la o depărtare de 8 km de râul Prut. Relieful este caracteristic câmpiei deluroase, toltre de calcar, accidentat cu pante înclinate.

## Geografie

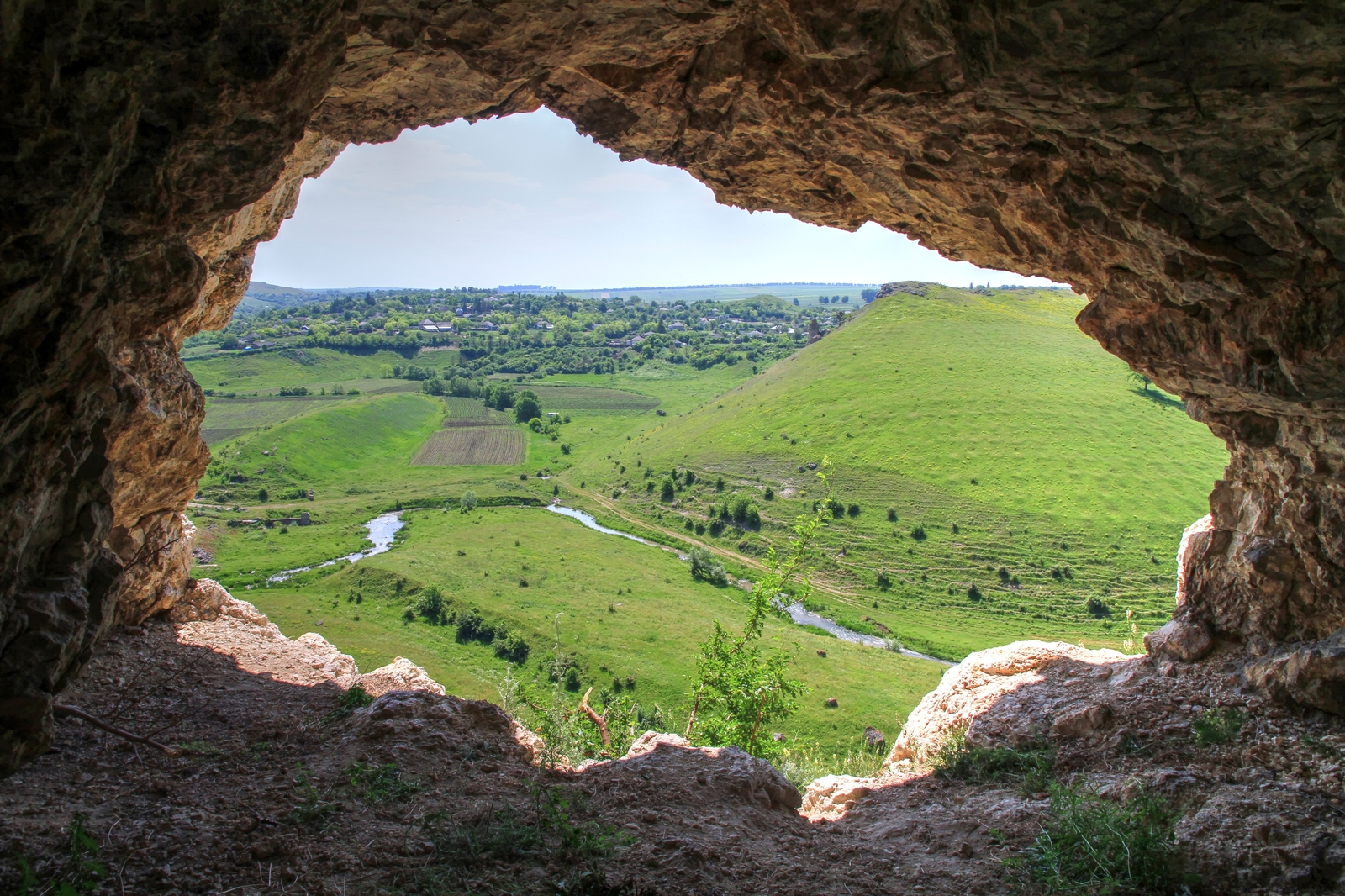
Vedere din grote.

Satul este încercuit din toate părțile de 4 recife cu înălțimea de peste 210 m, localitatea având un patrimoniu natural și antropic deosebit. Recifele sunt amplasate la sud-vest de sat, iar la sud-est sunt amplasate grotele Brînzeni, arie protejată din categoria monumentelor naturii de tip geologic sau paleontologic. Satul dispune de ape stătătoare, de o carieră de piatră brută, resurse neforestiere bogate și un izvor de apă potabilă curativă. A fost descoperit și un izvor de petrol, însă cantitățile mici nu permit extragerea acestuia.

## Istorie

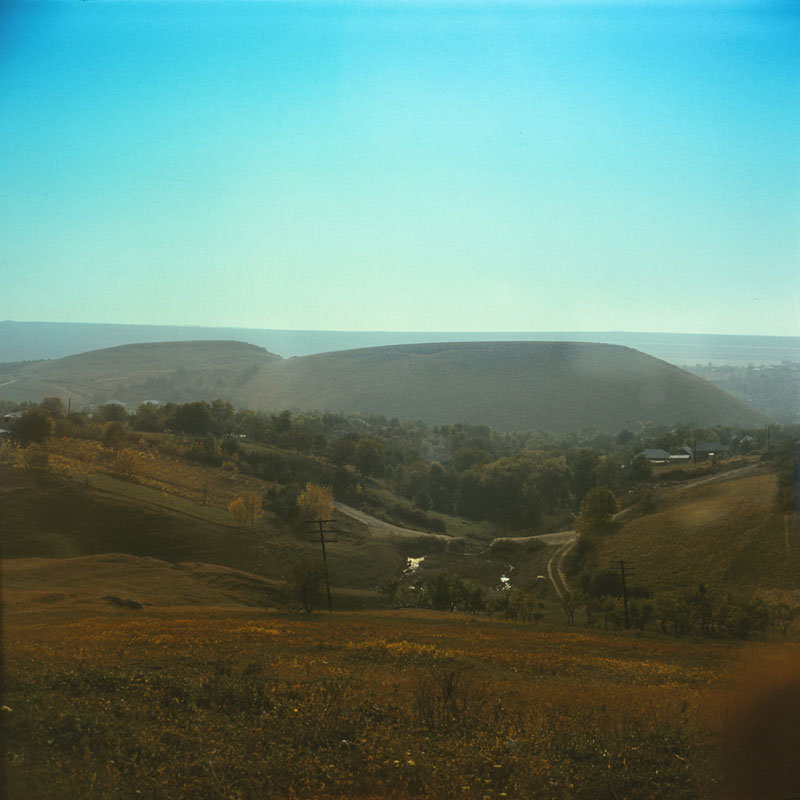
Imagine spre sat (1980).

Pe teritoriul satului și în împrejurimi au fost descoperit 11 vetre de stațiuni umane cu o vechime de până la 14.000 ani, iar una dintre ele, amplasată în peștera „Mersâna”, are peste 500.000 ani vechime. Pe vetre au fost colectate așchii și unele din cremene datând din perioada târzie a paleoliticului. Arheologii au determinat că peștera „Mersâna” a fost locuită în mezolitic, eneolotic și în epoca bronzului.
Primele sate au apărut acum circa 5 mii de ani. În cele 8 vetre ale satelor, au fost descoperite urme de case, vase pictate, topoare de cremene și un toporaș de aramă, toate datând din mileniile al IV-lea – al III-lea î.Hr. La sfârșitul mileniului al II-lea î.Hr. au apărut alte două așezări umane, pe locul lor au rămas vase de argilă și alte obiecte casnice din epoca bronzului. În secolele al X-lea – al VIII-lea î.Hr., epoca fierului, a existat un alt sat.
După cucerirea Daciei de către romani în 106 au existat două sate care s-au menținut până la invazia hunilor în 376.
În perioada formării Țării Moldovei, pe teritoriul Brânzenilor a existat un sat însă a fost devastat de tătari.
Prima atestare certă a satul Brânzeni din ținutul Hotinului apare în document din 1612, în care este menționat Patrașco cel bătrân din Brânzeni în calitate de martor la tranzacția unei moșii cumpărate de părcălabul Hotinului:
„Iată dar eu, Costin ginerele lui Lupul, fiul Goiaei, ca femeia mea Anghelina, fiica lui Lupul și cu Vasilie fratele Anghelinei, fiul lui Lupul, spre amintire facem știre că am vândut ocina noastră care se va alege din satul Doljești din ținutul Romanului pe pârâul Albăia. Pe aceasta am vândut-o unchiului nostru, pan Dumitru Goia pârcălabul de Hotin pentru o sută taleri și numărați. Pentru aceea fie lui ocină și dedină cu tot venitul.

Și am luat toți banii gata în mâinile noastre. Și au fost la tocmeala noastră mulți oameni buni și fruntași din ținutul Hotinului, anume: Toader Căpotici din Căpoteni și Patrașco cel bătrân din Brânzeni și Fedorașco din Stângăceni și Neculai din Măndicăuți și Toader, fiul lui Petriceico logofăt și Cârstian din Căpoteni.

Pentru aceea, acei oameni buni și-au pus, pentru mare credință, pecețile lor pe acest zapis, să se știe.
 
Scris în Greceni, în anul 7121 (1612) Octombrie 8.
 
Pătrașco, cu mâna mea proprie.”

## Demografie
Cu o populație de 1.538 locuitori, satul este locuit preponderent de români/moldoveni (1.494 locuitori), ruși (35) și ucraineni.

## Administrație și politică
Componența Consiliului local Brînzeni (9 consilieri), ales la 5 noiembrie 2023, este următoarea:
|  | Partid                                       | Consilieri | Componență | Componență | Componență | Componență | Componență |
|  | -------------------------------------------- | ---------- | ---------- | ---------- | ---------- | ---------- | ---------- |
|  | Mișcarea „Respect Moldova”                   | 5          |            |            |            |            |            |
|  | Partidul Acțiune și Solidaritate             | 2          |            |            |            |            |            |
|  | Partidul Socialiștilor din Republica Moldova | 1          |            |            |            |            |            |
|  | Partidul Social Democrat European            | 1          |            |            |            |            |            |

## Cultură
În partea de sud-vest a satului este amplasat conacul cu parc al lui Vasile Stroiescu. Parcul este un monument de arhitectură peisagistică.